# Damian Wills
Damian Wills (ur. 3 lutego 1980 w Hollywood) – amerykański bokser kategorii ciężkiej, milioner.

## Kariera zawodowa
Jako zawodowiec zadebiutował 28 lutego 2002 roku, pokonując przez techniczny nokaut w drugiej rundzie Richarda Ransanici'ego. Po kilkunastu kolejnych zwycięstwach, Willis 2 czerwca 2005 roku zmierzył się z Johnem Clarkiem w walce o wakujące mistrzostwo Stanów Zjednoczonych stanu Kalifornia oraz o kontynentalne mistrzostwo WBE w kategorii ciężkiej. Willis wygrał już w pierwszej rundzie, pokonując rywala przez techniczny nokaut. 22 września 2005 roku obronił mistrzostwo stanu Kalifornia, pokonując jednogłośnie na punkty w ośmiorundowym pojedynku Davida Johnsona.
18 sierpnia 2006 roku pokonał na punkty reprezentanta Mali Cissé Salifa. Sędziowie po ośmiu rundach wypunktowali (77-74, 77-74, 78-73) jednogłośnie na korzyść Amerykanina. W kolejnym występie, 18 sierpnia 2006 roku pokonał Chrisa Arreolę, wygrywając z nim przez techniczny nokaut w siódmej rundzie. 3 sierpnia 2007 roku jego rywalem był Kevin Johnson. Walka zakończyła się jednogłośnym zwycięstwem na punkty Johnsona.
20 lipca 2011 roku zmierzył się z Oliverem McCallem w walce o interkontynentalne mistrzostwo WBF w kategorii ciężkiej. Po dziesięciu rundach Wills przegrał nieznacznie na punkty, doznając trzeciej porażki w karierze. Na ring powrócił 17 sierpnia 2013 roku, pokonując Dante Craiga przez techniczny nokaut w pierwszej rundzie. Ostatni zawodowy pojedynek stoczył 14 listopada 2013 roku, przegrywając w ćwierćfinale turnieju Prizefighter z Michaelem Sprottem.
W kwietniu 2014 roku zwyciężył w jednej z kalifornijskich loterii, wygrywając milion dolarów.